# ژانگ یونینگ
ژیانگ یونینگ (انگلیسی: Zhang Yuning؛ زادهٔ ۵ ژانویهٔ ۱۹۹۷) بازیکن فوتبال اهل چین است.
از باشگاه‌هایی که در آن بازی کرده‌است می‌توان به باشگاه فوتبال ژجیانگ و باشگاه فوتبال ویتس‌آرنهم اشاره کرد.
وی همچنین در تیم‌های ملی فوتبال زیر ۱۷ سال چین، زیر ۲۰ سال چین، زیر ۲۳ سال چین و بزرگسالان چین بازی کرده‌است.